# Hastula inconstans
Hastula inconstans (häufiges Synonym: Impages inconstans) ist der Name eine Schnecke aus der Familie der Schraubenschnecken, die im Indopazifik verbreitet ist und Vielborster (Polychaeta) frisst. Sie reitet an Sandstränden auf den Wellen und tötet im Wellental ihre Beutetiere mit ihrem Gift.

## Merkmale
Das spitz kegelförmige, eine breite Gehäusemündung und nicht mehr als 12 Umgänge aufweisende Schneckenhaus von Hastula inconstans erreicht bei ausgewachsenen Schnecken eine Länge von etwa 3 cm und 7 mm Breite und hat eine glänzende Oberfläche, die mit unregelmäßigen, niedrigen, doch gewinkelten, axial verlaufenden Rippen skulpturiert ist. An der Basis der Schale sitzt eine schnurförmige Fasciola. Der Siphonalkanal ist kurz, die äußere Lippe der Gehäusemündung hinten eingekerbt, vorn aber verbreitert. Die Spindel hat einen Callus. Bei dieser Art gibt es vor der Naht keine Rille, und die Flächen zwischen den Rippen sind glatt. Während die Nähte weiß gefärbt sind, weisen die Umgänge im Übrigen eine braune bis grünlich-braune Färbung mit einem etwas blasseren zentralen Streifen auf. Zwischen den Rippen ist die Färbung am meisten gesättigt, und der Körperumgang ist mit einem zusätzlichen weißen Streifen an der Peripherie überzogen. Die Gehäusemündung ist braun, die Spindel weiß.

## Verbreitung und Lebensraum
Hastula inconstans ist im Indopazifik von Indien bis zu den Marquesas-Inseln und den Hawaii-Inseln verbreitet. In Indien ist sie an der Küste von Tamil Nadu, Tranquebar und an den Andamanen anzutreffen. Sie lebt an sandigen Stränden, die der Küstenbrandung direkt ausgesetzt sind.

## Entwicklungszyklus
Wie alle Schraubenschnecken ist Hastula inconstans getrenntgeschlechtlich. Anders als in der Gattung Terebra folgt das Männchen nicht der Schleimspur des Weibchens, sondern trifft möglicherweise eher zufällig auf dieses, um es sodann mit seinem Penis zu begatten. Das Weibchen legt unter Felsen etwa 1 bis 2 mm lange und breite Kapseln in parallelen Reihen ab auf 1 bis 2 mm großen Basaltpartikeln. In einer Kapsel befinden sich etwa 40 Eier mit einem Durchmesser von rund 100 µm. Die weitere Entwicklung ist nicht bekannt, doch kann auf Grund des winzigen Protoconchs der Schnecken auf eine nur sehr kurze frei schwimmende Phase der Veliger-Larven oder gar eine direkte Entwicklung innerhalb der Eikapsel geschlossen werden.

## Ernährung
Hastula inconstans ernährt sich von sedentären Vielborstern (Polychaeta) der Familie Spionidae. An Sandstränden von Kauai, Maui und Hawaii wurde Dispio magna, ein Detritusfresser, der mit seinen beiden Palpen Nahrungspartikel aufsammelt, als ausschließliche Nahrung beobachtet. Die Schnecke lebt im Ruhezustand eingegraben im Sand, den sie zur Nahrungssuche verlässt. Der Beutefang erfolgt im Zusammenhang mit dem Wellengang, wobei die Schnecke auf dem Wasser zu reiten vermag, im Wellental exponierte Beutewürmer ausmacht und mit dem Propodium ergreift. Die Schnecke streckt rasch ihre Lippenröhre zur Beute und schiebt in der Röhre das Buccalrohr nach vorn, so dass die Radula in Kontakt mit der Beute kommt und in diese mit einem Radulazahn ein Loch sticht. Die Schnecke stürzt sich auf das Opfer und gibt eine milchige Giftsubstanz ab, die durch die Stichwunde in die Beute gelangt und diese immobilisiert. Das Opfer oder ein größerer Abschnitt desselben wird in weniger als einer Minute als Ganzes in die Lippenröhre (Rostrum) geschluckt, doch dauert die Aufnahme über den eigentlichen Mund in den Darmkanal wesentlich länger. Hierzu gräbt sich die Schnecke mit ihrer Beute rasch in den Sand ein, bevor die nächste Welle kommt. Bis dahin schaut nur noch der Apex des Schneckenhauses aus dem Sediment.